# عین الزیت
عین الزیت (به عربی: عین الزیت) یک منطقهٔ مسکونی در لبنان است که در شهرستان عکار واقع شده‌است. عین الزیت ۱٫۶۱ کیلومتر مربع مساحت و ۹۸۰ نفر جمعیت دارد و ۴۵۰ متر بالاتر از سطح دریا واقع شده‌است.